# التقسيم الإداري في أبخازيا

خريطة أقسام أبخازيا

خلال الحقبة السوفيتية كانت أبخازيا السوفيتية تقسم إلى 6 مناطق (Raions) وتسمى المنطقة باسم عاصمتها.
وبقيت هذه المناطق على حالتها كما هي اليوم مع إضافة منطقة سابعة.

## مناطق أبخازيا

ضواحي أبخازيا

1. منطقة غاغرا
2. منطقة غوداوتا
3. منطقة سوخومي
4. منطقة غولربشي
5. منطقة أوتشامتشيرا
6. منطقة كفارشيلي
7. منطقة غالي

## بلدات أبخازيا

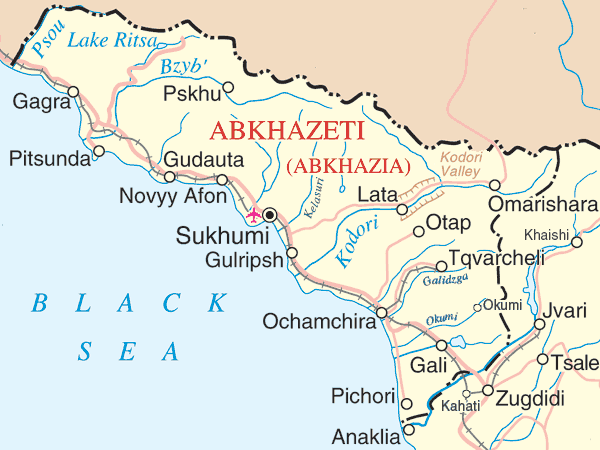
خريطة أبخازيا

- غاغرا
- غالي
- غوداوتا
- أتوس الجديدة
- أوتشامتشيرا
- بيتسوندا [1]
- سوخومي
- كفارشيلي